# ان‌پی‌پی زوزدا
ان‌پی‌پی زوزدا (روسی: Научно-производственное предприятие "Звезда", НПП Звезда) شرکت تجهیزات دفاعی روسی است، که در سال ۱۹۵۲ تأسیس شد.